# جوانا إدواردز
جوانا إدواردز (بالإنجليزية: Johanna Edwards)‏ (27 فبراير 1978)؛ كاتِبة مُتخصِّصة في أدب الأطفال وروائية أمريكية.